# 辽宁省实验中学分校（北校）
辽宁省实验中学分校（北校）是位于中国辽宁省沈阳市于洪区的一所公私立混合中学，其初中部作为辽宁省实验中学初中部，属公办性质；高中部则为民办高中。

## 象征
北校区的校徽、校训、校歌，与主校区保持一致。

### 校徽
校徽由美术教师赵旭波于1996年设计，由“L、S”两个字母、一颗星星和阿拉伯数字“1949”构成。“L”是“辽”字的拼音首字母，它“像一只洁白的小船乘风破浪，驶向理想的彼岸”。“S”是“实”字的拼音首字母，它象征“实验中学走过的曲折历程”。上方的星星代表“实验学子星光灿烂”。“1949”代表实验中学建校的年代。

### 校训
校训为“明心知往，力行求至”。语出程颐《颜子所好何学论》：“君子之学，必先明诸心，知所往，然后力行以求至”。

### 校歌
校歌为《把你爱在心上》，由张名河作词、铁源作曲。